# جاك جيلبين
جاك جيلبين (بالإنجليزية: Jack Gilpin)‏ مواليد 31 مايو 1951 في فرجينيا، الولايات المتحدة، هو ممثل أمريكي بدأ مسيرته الفنية سنة 1981.

## الأعمال
- كويز شو
- انعكاس الحظ

## روابط خارجية
- جاك جيلبين على موقع IMDb (الإنجليزية)
- جاك جيلبين على موقع قاعدة بيانات برودواي على الإنترنت (الإنجليزية)
- جاك جيلبين على موقع قاعدة بيانات الفيلم (الإنجليزية)